# Orazio Giustiniani
Orazio Giustiniani (Chio, 1578 - Roma, 25 de julho de 1649) foi um cardeal do século XVII

## Biografia
Nasceu em Chio em 1578, Chio, diocese e ilha de Chio, Mar Egeu. De família patrícia genovesa. Filho de Giuseppe Giustiniani e Despina Garibaldi. Teve seis irmãos, entre eles Giuliano, que antes dele se tornou frade oratoriano, e uma irmã, Maria, que, segundo os registros do processo de canonização de Filippo Neri, em 1595, aos doze anos, foi milagrosamente curada pelo santa de uma doença de pele que a atormentava há três anos. Parente de Girolamo Giustiniani, OP, bispo de Chio (1599-1604) e Marco Giustiniani, OP, bispo de Chio (1604-1640).
Entrou na Congregação do Oratório de São Filipe de Neri em 1603..
Ordenado (nenhuma informação encontrada). Nomeado pelo cardeal Antonio Barberini superintendente da abadia de Farfa e guardião da biblioteca do Vaticano, 1630. Enviado a Ancona para convencer o pseudo patriarca Atanasio Patelema a não ir a Roma. Consultor do Supremo SC do Santo Ofício..
Eleito bispo de Montalto, em 13 de fevereiro de 1640. Consagrado, em 16 de setembro de 1640, na igreja de S. Catarina da Siena, Roma, pelo cardeal Giovanni Battista Pamphilj, auxiliado por Giovanni Battista Rinuccini, arcebispo de Fermo, e por Lelio Falconieri, arcebispo titular de Tebes. Transferido para a Sé de Nocera em 16 de janeiro de 1645..
Criado cardeal sacerdote no consistório de 6 de março de 1645; recebeu o chapéu vermelho e o título de S. Onofrio, 24 de abril de 1645. Bibliotecário da Santa Igreja Romana, 25 de setembro de 1646 até sua morte. Penitenciária maior, 4 de dezembro de 1647 até sua morte..
Morreu em Roma em 25 de julho de 1649, perto da 1h. Exposto e sepultado na igreja de S. Maria in Vallicella, no túmulo dos padres da sua congregação..